# François-Noël Buffet
Pour les articles homonymes, voir Buffet.
François-Noël Buffet, né le 28 août 1963 à Lyon (Rhône), est un homme politique français.
Membre des Républicains, il est maire d'Oullins de 1997 à 2017 et sénateur du Rhône de 2004 à 2024. Il est président de la commission des Lois du Sénat de 2020 à 2024. Il est également conseiller métropolitain de Lyon depuis 2015, réélu en juin 2020, scrutin lors duquel il est tête de liste.
Le 21 septembre 2024, il est nommé ministre auprès du Premier ministre, chargé des Outre-mer, au sein du gouvernement Barnier. Le 23 décembre 2024, il est nommé ministre auprès du ministre d'État, ministre de l'Intérieur au sein du gouvernement Bayrou.

## Biographie

### Famille et formation
François-Noël Buffet est avocat de formation. Il est marié et a deux enfants.

### Parcours politique

#### Élu local
François-Noël Buffet est élu conseiller municipal d'Oullins en 1990. Réélu en 1995, il devient adjoint au maire, chargé de l'urbanisme, du développement économique, de l'habitat, des travaux, du patrimoine et de la communication. Le 23 octobre 1997, il est élu maire de la ville d'Oullins après la démission de Michel Terrot et est réélu en 2001, 2008 et 2014.

#### Sénateur
Il est élu sénateur du Rhône le 26 septembre 2004.
Il est membre du conseil d'orientation de l'Observatoire national de la délinquance, de la Commission nationale des compétences et des talents ainsi que de la Cour de justice de la République.
En 2006, il est rapporteur d'une mission d'enquête sur l'immigration clandestine.
Il soutient la candidature de François Fillon à la présidence de l'UMP ainsi que la motion « Le gaullisme, une voie d'avenir pour la France » lors du congrès d'automne 2012.
Dès 2013, il participe aux manifestations s'opposant au mariage homosexuel et signe la charte de La Manif pour tous en 2014.
Le 9 décembre 2014, Nicolas Sarkozy, élu président de l'UMP, le nomme secrétaire national de l'UMP chargé de l'immigration.
Il soutient François Fillon pour la primaire présidentielle des Républicains de 2016.
Il parraine Laurent Wauquiez pour le congrès des Républicains de 2017, au cours duquel sera élu le président du parti.
À partir du 7 octobre 2020, il préside la commission des Lois du Sénat. 
En 2021, il vote contre l'extension de la PMA et en 2024 il s'oppose à la constitutionalisation de l'IVG. Dans le même temps, il effectue des travaux parlementaires sur les outre-mer en particulier sur la Nouvelle-Calédonie et sur Mayotte.

#### Ministre
Le 21 septembre 2024, il est nommé ministre auprès du Premier ministre, chargé des Outre-mer. Plusieurs élus locaux des territoires d'outre-mer critiquent le choix d'une personnalité issue de métropole qui n'est pas un ultramarin mais ils saluent sa capacité d'écoute et de compromis,.
Le 23 décembre 2024, il est nommé ministre auprès du ministre d'État, ministre de l'Intérieur, Bruno Retailleau.

## Détails des mandats et fonctions

### Au gouvernement
- 21 septembre 2024 - 23 décembre 2024 : ministre auprès du Premier ministre, chargé des Outre-mer ;
- Depuis le 23 décembre 2024 : ministre auprès du ministre d'État, ministre de l'Intérieur.

### Commune d'Oullins
- Maire de 1997 à 2017 (réélu le 11 mars 2001, en 2008 et en 2014. En 2014, il est réélu dès le premier tour, avec 50,56 % des voix).

### Métropole de Lyon
- 5e vice-président de la Communauté urbaine de Lyon, chargé de la Voirie de 1995 à 2001 ;
- 2e vice-président du Grand Lyon, chargé de l'urbanisme et de l'aménagement de l'agglomération de 2001 à 2003 ;
- Président de l'agence d'urbanisme de l'agglomération lyonnaise de 2001 à 2004 ;
- Conseiller communautaire du Grand Lyon depuis 2004 ;
- 1er vice-président du Syndicat mixte d'études et de programmation de l'agglomération lyonnaise (SEPAL) ;
- À l'issue des élections municipales de 2014, il est candidat UMP à la présidence du Grand Lyon, face à Gérard Collomb ;
- Après son échec de 2014, il tente une nouvelle fois de se faire élire à la présidence du Grand Lyon (devenue métropole de Lyon en 2015) aux élections métropolitaines de 2020. Au second tour, il s'alliera avec son ancien adversaire Gérard Collomb mais ne réussira pas. Dès le surlendemain, il annonce qu'il sera à nouveau candidat à sa propre succession en tant que sénateur[14].

### Fonctions politiques
- Nommé Secrétaire national de l'UMP en décembre 2014, il est en charge de l'aménagement du territoire et de la gestion du dossier immigration.

## Pour approfondir